# Göran Augustson
Göran Erik Augustson, född 20 februari 1936 i Ekenäs, död 19 december 2012 i Vanda, var en finländsk målare och tecknare. Han var bror till Karl Augustson.
Augustson studerade vid Konstföreningens i Åbo ritskola 1956–1957 och Finlands konstakademis skola 1958–1962 samt ställde ut första gången 1962. Han har ägnat sig åt den abstrakta konsten och bland annat fortsatt sin främste lärare Sam Vannis traditioner. Vid sidan av strängare geometriska former, till exempel i de rutmönstrade kompositionerna från första hälften av 1970-talet, har hans oljemålningar, gouacher och serigrafier utmärkts av rytmiskt böljande former och klara, avgränsade färgfält. Naturen och den klassiska musiken har hört till hans inspirationskällor. Till hans större verk hör en altartavla i Jakobacka kyrka i Helsingfors (1975). Han undervisade vid Finlands konstakademis skola 1968–1974 och var dess rektor 1973–1974. En stor retrospektiv utställning över honom hölls i Helsingfors konsthall 1999. Han tilldelades pris av Marcus Collins minnesfond 2007.